# Ортолик (село)
Ортолик (рос. Ортолык) — село Кош-Агацького району, Республіка Алтай Росії. Входить до складу Ортоликського сільського поселення.
Населення — 646 осіб (2015 рік).